# Anemone (Film)
Anemone ist ein Filmdrama und das Regiedebüt von Ronan Day-Lewis. Der Film mit dem Vater des Regisseurs, Daniel Day-Lewis, in einer der Hauptrollen und Sean Bean, Safia Oakley-Green und Samantha Morton in weiteren Rollen soll Ende September, Anfang Oktober 2025 beim New York Film Festival seine Premiere feiern und wenige Tage später in die US-Kinos kommen. Der Kinostart in Deutschland ist Mitte November 2025 geplant.

## Handlung
Ein in Nordengland lebender Mann bricht zu einer Reise in die Wälder auf, um seinen Bruder wiederzusehen, der dort ein Leben als Einsiedler führt.  Die Männer verbindet eine mysteriöse, komplizierte Vergangenheit.

## Produktion
Regie führte Ronan Day-Lewis, der gemeinsam mit seinem Vater Daniel Day-Lewis auch das Drehbuch schrieb. Es handelt sich bei Anemone um Ronan Day-Lewis’ Regiedebüt.
Neben Daniel Day-Lewis, ein dreifacher Oscar-Preisträger, der in Anemone mit seinem ersten Auftritt seit acht Jahren auf die Leinwand zurückkehrt in der Hauptrolle als Einsiedler spielen in dem Film Sean Bean dessen Bruder, Samantha Morton, Samuel Bottomley und Safia Oakley-Green. Das Casting übernahm Shaheen Baig.
Kameramann Ben Fordesman war zuletzt für Filme wie Saint Maud und Love Lies Bleeding von Rose Glass und Dylan Southerns Spielfilmdebüt The Thing with Feathers tätig.
Die Premiere des Films ist Ende September, Anfang Oktober 2025 beim New York Film Festival geplant. Am 3. Oktober 2025 soll er in die US-Kinos kommen. Der Kinostart in Deutschland ist am 13. November 2025 geplant.